# Roman Jurjevics Romanyenko
Roman Jurjevics Romanyenko (oroszul: Роман Юрьевич Романенко; Scsolkovo, Moszkvai terület, 1971. augusztus 9.–) orosz mérnök, űrhajós.

## Életpálya
Jurij Viktorovics Romanyenko fia. 1992-ben a Kijevi Katonai Repülőiskolában (VVAUL) szerzett főiskolai mérnöki oklevelet. Elsajátította az L–39, Tu–134 repülőgépek vezetését, több mint 800 órát töltött a levegőben.
1997. július 28-tól részesült űrhajóskiképzésben a Lyndon B. Johnson Űrközpontban, valamint a Jurij Gagarin Űrhajós Kiképző Központban. Két űrszolgálata alatt összesen 333 napot, 10 órát, 59 percet és 53 másodpercet töltött a világűrben. Egy űrsétát (kutatás, szerelés) végzett, összesen 6 óra 37 percig volt az ISS állomáson kívül.
2012. augusztus 27-től az egyik űrhajós csoport helyettes parancsnoka.

## Űrrepülések
- Szojuz TMA–15 fedélzeti mérnök. Első űrszolgálata alatt összesen 187 napot, 20 órát, 41 percet és 38 másodpercet töltött a világűrben. Az időszakos karbantartó munkálatok mellett elvégezték az előírt kutatási, kísérleti és tudományos feladatokat. Fogadták a teherűrhajókat  kirámolták a szállítmányokat, illetve bepakolták a keletkezett hulladékot.
- Szojuz TMA–07M parancsnok. Második űrszolgálata alatt összesen 145 napot, 14 órát, 18 percet és 15 másodpercet töltött a világűrben. Visszatérést követő napon centrifuga tesztet hajtott végre, ellenőrizve, hogy a Marsra történő leszállás után (hat hónapos űrutazás után) milyen fizikai erőben lenne. Szimulált környezetben (Exit 2) kipróbálták a lehetséges űrhajó üzemeltetését, Mars űrruhákban történő szerelést, mozgást, űrsétát. A teszteredmények alapján megállapítást nyert, hogy az ember képes hat hónapos űrrepülés után fizikai munkákat végezni gravitációval rendelkező égitesten.

### Tartalék személyzet
- Szojuz TMA–10 parancsnok
- Szojuz TMA–05M parancsnok

## Elismerései
- Megkapta az Arany Csillag kitüntetést.